# Mike Crapo
Mike Crapo (Bonneville megye, 1951. május 20. –) az Amerikai Egyesült Államok szenátora (Idaho, 1993 –). A Republikánus Párt tagja.